# Pediobius narangae
Pediobius narangae  (лат.) — вид паразитических наездников рода Pediobius из семейства Eulophidae (Chalcidoidea) отряда перепончатокрылые насекомые. Юго-восточный Китай, провинция Цзянси. Мелкие насекомые (длина около 1 мм). Голова, грудь и проподеум с сильно склеротизированными покровами, брюшко стебельчатое. Усики самок расположены ниже уровня глаз. Ассоциированы с бабочками-совками Naranga aenescens (Noctuidae, паразиты их личинок). Видовое название P. narangae дано по родовому имени вида-хозяина Naranga. Вид был впервые описан в 1994 году китайскими энтомологами Дж. Шенгом (J. K. Sheng) и Дж. Вангом (G. H. Wang) по типовым материалам из Китая вместе с таксонами P. grisescens, P. polychrosis и P. sinensis.